# グエムル-漢江の怪物-
『グエムル-漢江の怪物-』（グエムル ハンガンのかいぶつ、朝: 괴물）は、2006年公開の韓国映画。2006年7月7日に韓国、同年9月2日に日本で公開された。2007年までに世界23か国で公開された。
韓国では観客動員数1,300万人を突破し、歴代観客動員数第6位を記録（2019年時点）。タイトルの「グエムル」とは原題の『괴물（怪物）』をカタカナ表記したものである。ただし実際の発音は「グェムル」や「ゲムル」に近い。

## ストーリー
漢江から突如上陸した黒い両生類のような怪物(グエムル)は、河原の人々を捕食殺害し、露店の男カンドゥ（ソン・ガンホ）の娘、ヒョンソ（コ・アソン）を捕まえて水中へ消えた。ヒョンソは怪物の巣の下水道から携帯電話で助けを呼ぶ。一方、在韓米軍は怪物は未知の病原菌を持ち、感染したとみられるカンドゥを捕えようとする。カンドゥと一家はヒョンソを救う為に追われながら怪物を探す。

## キャスト
| 役名           | 俳優           | 日本語吹替 |
| -------------- | -------------- | ---------- |
| パク・カンドゥ | ソン・ガンホ   | 山路和弘   |
| パク・ヒボン   | ピョン・ヒボン | 佐々木梅治 |
| パク・ナミル   | パク・ヘイル   | 小森創介   |
| パク・ナムジュ | ペ・ドゥナ     | 竹田まどか |
| パク・ヒョンソ | コ・アソン     | 三村ゆうな |
| 怪物の声       | オ・ダルス     |            |
| セジン         | イ・ジェウン   | 村上想太   |
| セジュ         | イ・ドンホ     | 柴井伶太   |
| ホームレスの男 | ヨン・ジェムン | 駒谷昌男   |
| 黄色い服の男   | キム・レハ     |            |
| 影(私立探偵)   | パク・ノシク   |            |
| ナミルの先輩   | イム・ピルソン | 中村浩太郎 |

## スタッフ
- 監督・原案：ポン・ジュノ
- 製作：チョ・ヨンベ
- 製作総指揮：チョ・ヨンベ/キム・ウテク/ジョン・テソン
- 脚本：ポン・ジュノ/ハ・ジョンウォン/パク・チョルヒン
- 撮影：キム・ヒョング
- 視覚効果：ザ・オーファナージ
- 美術：リュ・ソンヒ
- 衣装：チョ・サンギョン
- 編集：キム・サンミン
- 音楽：イ・ビョンウ
- メイク：ソン・ジョンヒ
- 音響：チョ・テヨン
- 照明：イ・カンサン/ジョン・ヨンミン
- 録音：イ・ソンチュル

## 作品解説

### 社会風刺
作品には風刺的要素も含まれており、監督のポン・ジュノ自身が反米的な要素について解説している。かねてより漢江から怪物が出現する映画を作りたいと考えていたポン・ジュノは、2000年に在韓米軍が大量のホルムアルデヒドを漢江に流出させた漢江劇毒物放流事件をヒントに本作品を作った。また、作中に登場する「エージェント・イエロー」という化学兵器は
アメリカ軍がベトナムで使用した枯葉剤「エージェント・オレンジ」に掛けており、アメリカ軍を風刺したものである。
映画の反米性は、監督自らが認めている。映画の公開と同時期、盧武鉉政権が推し進めていた在韓米軍から韓国軍への戦時作戦統制権の移譲問題と映画を関連付ける報道もあった。米下院の韓米同盟聴聞会で、ヘンリー・ハイド下院国際関係委員長はこの映画の反米性を取り上げた。
英語タイトルは『The Host』となっている。監督はこのタイトルについて「このタイトルが二重の意味を与えてくれることを望んでいます。ひとつは生物学的な暗示で、もうひとつはホスト（宿主）に対する、社会政治的言及です」とインタビューで説明している 。

### ロボトミー手術
未知のウイルスに感染したとして病院に隔離されたカンドゥは、ヒョンソを救出するために病院を脱出するが、再び在韓米軍に拘束され、鎮静剤の注射によっても沈静されず、頭蓋骨にドリルで孔を開ける手術を受ける。この手術はロボトミー手術であり(Wikipedia英語版 Plot の第5パラグラフには、「彼らはカンドゥを黙らせるためにロボトミー手術を行うことを決定した」とある）、この術式は米国で広く行われていたものであるが(前頭葉白質切截術#アメリカでのロイコトミー)、米国では1960年代を最後に手術自体が行われておらず、世界の多くの国々では1970年代までに手術を禁止している(Wikipedia日本語版:前頭葉白質切截術)。このシーンは、自国では認められない手術を韓国の一般市民に対して行うという在韓米軍の選択、ロボトミー手術によっても沈静されないカンドゥの意思を含む多義的な描写となっている。

### 怪物
主役となる怪物のデザインはチャン・ヒチョルが担当し、最終デザインの確定までには2年6カ月の期間を必要とした。制作はWETAデジタルとザ・オーファナージが担当した。一体の怪物を劇中で活躍させるために約50億ウォン（約6億円）の費用がかかったといわれる。
キャラコンセプトは「憎めない悪役」で、竹中直人やジャック・ブラックなどをイメージして作られた。
怪物のデザインやストーリー展開が日本のアニメーション映画『WXIII 機動警察パトレイバー』からの模倣ではないかとの指摘があった。『グエムル』製作国である韓国の三大紙（朝鮮日報・中央日報・東亜日報）はすべてこの問題を取り上げた。ただし、日韓両国の配給関係者はこれらの疑惑を否定している。

## 評価
カンヌ国際映画祭の監督週間で完成前の本作を観たデレク・エリーは、モンスター映画というジャンルを覆しつつも観客を驚かせ、かつユーモアも織り交ぜるこの作品はカルト的人気を得るだろう、と評した。
2006年度キネマ旬報外国映画ベストテン３位。

## 受賞歴
- 青龍賞
  - 最優秀作品賞
- 大鐘賞
  - 最優秀監督賞
- アジア・フィルム・アワード
  - 作品賞[11]
  - 主演男優賞[11]
- アジア太平洋映画祭
  - 最優秀編集賞
  - 最優秀音楽賞
  - 最優秀助演男優賞（ピョン・ヒボン（朝鮮語版））
- ファンタスポルト国際ファンタジー映画賞
  - 最優秀監督賞
- シッチェス・カタロニア国際映画祭
  - 最優秀視覚効果賞
  - オリエント・エクスプレス賞（ポン・ジュノ）